# Cas Zeus i Torcal
El cas Zeus i Torcal fou un presumpte cas de corrupció que afectà, a principis dels vuitanta, el President del Govern de les Illes Balears Gabriel Cañellas.

## Relació dels fets
Pocs mesos després de la seva presa de possessió com a president, el 1984, fou denunciat pel PSIB-PSOE i posteriorment investigat parlamentàriament en descobrir-se que dues de les seves constructores, Promocions Zeus i Construccions Torcal, treballaren en obres oficials: els foren adjudicades la reforma de la seu de Presidència i de la Conselleria de Turisme, contractes per valor d'onze milions de pessetes en quatre de les onze obres ofertes per l'executiu de les Illes Balears.
Cañellas es justificà dient que havia venut les accions d'aquelles empreses, però als arxius de la Seguretat Social, hi figurà com a administrador d'una d'elles amb posterioritat a la seva arribada a la presidència del govern.

## Empreses
Construccions Torcal es va fundar el febrer de 1969 per part de Cañellas, que en fou administrador fins al dia 31 de juliol de 1984, data en la qual va transmetre la seva participació a Pere Font Mateu, apoderat de la societat i treballador de l'empresa.
Promociones Zeus S.A. es va constituir en escriptura pública de 26 d'agost de 1983 i en foren socis fundadors Pedro Font Mateu, amb un cinquanta per cent, i el matrimoni José Garcia Torrequebrada i Margarita Rotger Salas, amb un vint-i-cinc per cent cadascú, familiars directes de Cañellas, a més a més, Garcia també era soci de Construcciones Torcal SL.
Segons la compareixença de Font Mateu a la Comissió d'investigació del Parlament reconegué que Promociones Zeus mancà en tot moment de mitjans materials i humans. Les obres adjudicades a Zeus SA foren realitzades per Torcal SL, sense haver-hi subcontracta, també reconegut pel mateix Font.
Les obres de la Conselleries de Turisme, Transports, Cultura i del Consolat de Mar es va dir per part del president Cañellas que havien estat adjudicades a les ofertes més econòmiques. En realitat només s'hi presentaren les empreses esmentades, sense haver-se consultat fins a tres empreses com preveu la llei.

## Les xifres
Segons es publicà al Butlletí Oficial del Parlament de les Illes Balears número 25 del 17 d'octubre de 1984:
- Les obres de reforma interior a la Conselleria de Turisme foren adjudicades per 4.413.324 pessetes a Promociones Zeus.
- Les obres de reforma interior a la Conselleria d'Educació i Cultura s'adjudicaren per 2.545.876 pessetes a Construcciones Torcal SL.
- Les obres de reforma interior a la Conselleria de Treball i Transports s'adjudicaren per 1.780.490 pessetes a Construcciones Torcal SL.
- Les obres de reforma interior en el Consolat de la Mar s'adjudicaren per 3.097.017 pessetes a Promociones Zeus.

## Procés parlamentari
Tot el procés parlamentari començà amb una pregunta del diputat Sebastià Serra i Busquets (del grup parlamentari Esquerra Nacionalista (PSM)) formulada el 17 de juliol de 1984 i amb resposta per escrit a l'octubre de 1984 per part del vicepresident del Parlament Joan Huguet i Rotger publicada al BOPIB del mateix mes.
El 26 d'octubre de 1984 el diputat Sebastià Serra i Busquets torna a presentar una pregunta per resposta oral aquesta vegada: "És conscient el Govern de la Comunitat Autònoma de les IIles Balears de les implicacions que ha tengut i que té la relació del President de la Comunitat Autònoma amb l'empresa «Torcal. S.L.» i Promociones Zeus. S.A.»? Pot explicar el President de la Comunitat Autònoma, amb exactitud, la seva relació amb l'empresa «Torcal. S.L.» i «Promociones Zeus, S.A.»?" formulada i contestada el 14 de novembre. En el mateix ple, l'endemà, es va debatre una moció del PSIB sobre l'adjudicació d'obres públiques. Entre altres coses, es qüestionava com era possible que el Govern de la Comunitat Autònoma i el Parlament contractassin obres amb una empresa que ni estava aleshores inscrita a la Seguretat Social, una greu infracció de normes elementals que estableixen que aquesta inscripció és un requisit previ i indispensable per a l'inici de les seves activitats. També es qüestionava com era possible que es presentin factures de treballs fets per «Promociones Zeus» al Parlament els dies 29 de juliol, 12 d'agost i 19 d'agost del 1983, si la Societat no existia ni s'havia constituït, ja que es va constituir el dia 26 d'agost.
Els dies 28 i 29 de novembre de l'any 1984 es va debatre una qüestió de confiança plantejada pel Govern de la Comunitat Autònoma.
El mateix dia 29 es va dur a terme el ple, on entre altres temes es va votar per unanimitat la creació d'una comissió d'investigació parlamentària formada per tretze diputats, els mateixos que la diputació permanent.
El 26 de febrer del 1985 s'eleva el ple del Parlament el Dictamen de la Comissió per al seu debat. Es presenten tres vots particulars al Dictamen. El primer està subscrit pel Grup Parlamentari Esquerra Nacionalista (amb 25 vots a favor i 29 en contra), el segon pel Grup Socialista (amb 25 vots a favor i 29 en contra), i el tercer pel Grup Popular (retirat). El dictamen va comptar amb 29 vots a favor i 25 en contra.

### Moció de censura
El grup socialista PSIB va preparar una moció de censura al llavors president Gabriel Cañellas, però el PSOE, des de la capital de l'estat, no volgué anar més endavant segons confessà anys després Félix Pons Irazazábal en una entrevista.

## Persones implicades
- Gabriel Cañellas. President del Govern de les Illes Balears.